# Näsgrundet
Näsgrundet is een Zweeds eiland behorend tot de Pite-archipel. Het eiland ligt voor de kust van Jävrebodarna. Het heeft geen oeververbindingen en heeft geen bewoning / bebouwing. 